# Epsilonema magnospinosum
Epsilonema magnospinosum is een rondwormensoort uit de familie van de Epsilonematidae. De wetenschappelijke naam van de soort is voor het eerst geldig gepubliceerd door Clasing.